# Delphine Software International
Delphine Software International foi uma produtora de jogos, conhecida pelos jogos Flashback, Another World (este com o título Out of this World nos EUA e Outer World no Japão) e pela série Moto Racer.

## História
A Delphine Software International foi criada em 1988 como uma divisão do Grupo Delphine (Delphine Group), com sede em Paris, França. Foi presidida por Paul de Senneville e co-presidida por Paul Cuisset, que também era o projetista principal da empresa.
Em 1993 criaram a subsidiária Adeline Software International. Em 2001 a sede da empresa passou a ser em Saint-Ouen. Em dezembro de 2002 foi removida do Grupo Delphine e vendida em fevereiro de 2003 para a Doki Denki, sendo fechada em 2004 após processo de liquidação e falência. Seu endereço eletrônico foi desativado. Sua subsidiária encerrou suas atividades pouco tempo depois.